# Hybridmesse
Als Hybridmesse wird ein Messe-Event bezeichnet, bei dem es zwei Bestandteile gibt. Zumeist besteht die Hybridmesse aus einem Live-Event, der bisher üblichen Messe mit präsenten Besuchern und Ausstellern, und ergänzend aus einem zweiten Bestandteil, einem dazu passenden, direkt eingebundenen Online-Angebot.
Eine Variante der Hybridmesse ordnet die zwei Bestandteile bzw. eine Kombination davon hintereinander an.

## Die Hybridmesse als hybrides Messe-Format

### Zur Entstehung der Hybridmesse
Spätestens seit verstärkt Präsenzmessen seit dem Jahr 2020 abgesagt wurden (wegen der COVID-19-Pandemie), verlagerte sich das Messe-Geschehen zusehends in die Onlinewelt.
Zahlreiche Unternehmen mussten alternative Präsentationsmöglichkeiten suchen und fanden neben der rein virtuellen Messe auch Anbieter sogenannter Hybridmessen. Insbesondere im industriellen Umfeld gab es somit schnell ergänzende Alternativen zur reinen Präsenzmesse.

## Begriff
Bei einer Hybridmesse wird ein Live-Messe-Event um digitale Angebote ergänzt. Der Umfang dieser digitalen Elemente ist völlig individuell handhabbar.
Somit ist die Hybridmesse eine Kombination einer Präsenzmesse im bisherigen Format und einer gleichzeitig stattfindenden Online-Veranstaltung, die thematisch mit der Präsenzmesse eng verknüpft ist.
Eine weitere Form der Hybridmesse besteht aus der Präsenzmesse (möglicherweise bereits ergänzt durch digitale Bestandteile) und einer zeitlich versetzten, virtuellen Messe.

## Vorteile und Nutzen der digitalen Eventergänzung
Hybride Messen sind nicht mit einem reinen Livestream zu verwechseln, denn es gibt hier die Möglichkeit der Interaktion.
Durch den digitalen Anteil der Hybridmesse wird die Reichweite vergrößert, da die Marketingmöglichkeiten im Internet, in Social Media und beispielsweise in Xing oder LinkedIn vielfältig und günstig sind.
Da keine Reise- und Übernachtungskosten anfallen und der Reise-Aufwand, wie An- und Abfahrt sowie die komplette Reisezeit völlig entfallen, werden neue oder andere Besuchergruppen erreicht. So werden neue Besucherströme generiert, die eventuell der Präsenzmesse ferngeblieben wären. Aus Zeitgründen haben sich immer mehr Führungskräfte die reinen Präsenzmessen gespart, um sich per Internet oder über Hausmessen zu informieren.
Weiterer Pluspunkt einer virtuellen Veranstaltung ist die CO2-Bilanz durch den Wegfall von Reise- und Verkehrsaufkommen.
Bisher ungenutzte Möglichkeiten zeigen sich auch fürs Marketing. Nach Ende und auch bereits während des Events mit Live-Chats und Web-Seminaren kann umfangreicher, fachlich interessanter Content zur Verfügung gestellt werden.
Weitere Informationen zu virtuellen Messe-Events sind hier zu finden: Virtuelle Messe.

## Die zweigeteilte Hybrid-Messe
Eine weitere Art der Hybrid-Messe besteht aus zwei aufeinander folgenden Messe-Events.
Zuerst könnte die Präsenzmesse stattfinden und im Anschluss daran wird ein virtueller Onlinemesse-Event (Virtuelle Messe) veranstaltet. Diese Konzeption stellt die vertriebliche Arbeit der Aussteller stärker in den Mittelpunkt und eröffnet die Möglichkeit, Messebesucher nachzuqualifizieren.

### Vorteil und Nutzen dieser Hybridmesse
Bei jedem Messe-Ereignis besteht die Schwierigkeit darin, die Besucher, die erkannten Projekte und die möglichen Erfolge einer (neuen oder bekannten) Kundenbeziehung richtig einzuschätzen, um den Vertrieb und Verkauf effizienter einzusetzen und die Streuverluste durch ineffektive Vertriebsarbeit zu reduzieren.
Oft ist die Verkaufsabteilung nach einer Messe besonders gefordert. Arbeitsvorgänge im Büro während der Abwesenheit hat sich angesammelt, die Berichtsbögen der Messe warten auf Bearbeitung. Gleichzeitig ist es nicht immer einfach, wichtige Messekontakte von unwichtigen zu unterscheiden. Es kommt vor, dass elementare Informationen nicht im Besuchsbericht zu finden sind, so dass eine Einschätzung schwerfällt.
Die nachgeschaltete Online-Messe ermöglicht es nun, die Besucher der Präsenzmesse nochmalig anzusprechen, sie wiederholt sinnvoll zu kontaktieren und erneut deren Aufmerksamkeit zu erhalten.

### Besucher-Qualifizierung
Im Messegeschäft ist es sehr hilfreich, wenn man die Besucher durch eine gezielte Aktion nachqualifizieren kann. D. h. die Besucher zeigen so durch ihre Eigeninitiative, der Teilnahme am digitalen Event, dass sie verstärktes Interesse an einer Zusammenarbeit haben.
Diejenigen Besucher, die sich nach einer Präsenzmesse auf einer anschließenden virtuellen Messe zu einem Web-Seminar oder Experten-Chat zu einem interessanten Thema anmelden, sind daher vermutlich als High-Potential einzusortieren. Damit ist klar, dass sich der teure Vertrieb genau mit diesen Kandidaten schwerpunktmäßig auseinandersetzen sollte und die weniger Interessierten können mittels einer implementierten E-Mail-Kampagne weiter betreut werden.
Somit werden die vertrieblichen Ressourcen eines ausstellenden Unternehmens optimal genutzt und es gibt weniger Überforderungen, dafür mehr Erfolge, die ohne diese Vorgehensweise kaum erzielbar wären.

## Beispiele virtueller Messe-Plattformen
- Beispiel Messe-Onlinewelt
- Beispielmesse: https://dimarex.de/
- Beispielmesse: https://dimitex.de/
- Video-Rundgang auf einer virtuellen Messe
- Video-Rundgang auf onlinemesse.net